# Батальон защитников языка
Батальо́н защи́тников языка́ (ивр. גדוד מגיני השפה‎, Гдуд мегине́й ха-сафа́) — небольшой, но воинственный орган, созданный еврейскими студентами в еврейской гимназии «Герцлия» в Тель-Авиве (Подмандатная Палестина) в 1920-х годах, чтобы побудить евреев использовать только иврит.
Группа выступала против использования других языков под лозунгом «Еврей, говори на иврите!» (ивр. עברי, דבר עברית‎). Наиболее видными его сторонниками были Мордехай Бен-Гиллель Хакохен, еврейский писатель, сионист и один из основателей Тель-Авива, и Цви Иехуда Кук, сын главного раввина Авраама Ицхака Кука.
Еврейская пресса (в основном на идише) имела тенденцию изображать эту группу как «банду фанатичных, наглых хулиганов», и хотя Батальон иногда был вовлечён в насилие, он действовал в основном «как патриотический сторожевой пёс, громко лая и обнажая зубы, но редко кусаясь».
15 августа 1929 года на траурный день девятое ава 300 молодых людей во главе с Иеремией Гальперном, которые были в основном из Батальона, с некоторыми из Бейтара и других молодёжных движений, выступили с политическими речами, подняли сионистский флаг и спели сионистский гимн у стены. Контрдемонстрация мусульман на следующий день сопровождалась вспышками насилия и впоследствии привела к палестинским беспорядкам 1929 года и особенно к уничтожению еврейской общины в Хевроне.